# Гумерово (Давлекановский район)
Гумерово (баш. Ғүмәр) — деревня в Давлекановском районе Республики Башкортостан Российской Федерации. Входит в состав Кадыргуловского сельсовета. 

## География

### Географическое положение
Расстояние до:
- районного центра (Давлеканово): 44 км,
- центра сельсовета (Кадыргулово): 3 км,
- ближайшей ж/д станции (Давлеканово): 44 км.

## Население
| 2002 | 2009 | 2010 |
| ---- | ---- | ---- |
| 63   | ↘49  | ↘40  |

### Национальный состав
Согласно переписи 2002 года, преобладающие национальности —  башкиры (57 %), татары (43 %).